# Carita von Hertzen
Helene Carita von Hertzen, född 7 juli 1918 i Helsingfors, död 18 augusti 2000, var en finländsk tandläkare.
Carita von Hertzen, som var dotter till odontologie licentiat Gustaf Rafael von Hertzen och Margit Elisabeth Johanna von Hertzen, blev student 1936 och odontologie licentiat 1947. Hon var skoltandläkare i Eskilstuna 1948–1949 och innehade privatpraktik i Helsingfors från 1949. Hon var skoltandläkare för Samfundet Folkhälsan i Svenskfinland vårterminen 1948, vid Nya svenska samskolan från 1962 och sekreterare i Folkhälsans tandvårdskommitté från 1964. Hon var sekreterare i Odontologiska samfundet i Finlands fortbildningskommitté 1950–1960, redaktör för dess årsbok 1961 och 1962, dess bibliotekarie från 1962, andre sekreterare i Finska tandläkarsällskapet 1952–1954, sekreterare i Nordiska odontologiska föreningens finländska sektion från 1956, föreningens generalsekreterare 1957 och 1963–1964, sekreterare i Fédération Dentaire Internationales Finlandskommitté från 1959 och ordförande i föreningen Tolvan från 1962.